# (380) Fiducia
(380) Fiducia ist ein Asteroid des mittleren Hauptgürtels, der am 8. Januar 1894 vom französischen Astronomen Auguste Charlois am Observatoire de Nice bei einer Helligkeit von 13 mag entdeckt wurde.
Der Asteroid ist benannt mit dem lateinischen Begriff für Vertrauen. Julius Bauschinger, der Direktor des Astronomischen Rechen-Instituts in Berlin, veröffentlichte 1901 die Namen von 34 von Charlois entdeckten Asteroiden zwischen den Nummern (356) und (451). Im Text heißt es lediglich: „Nach Zustimmung des Herrn Charlois haben folgende von ihm entdeckten… Planeten nachstehende Namen erhalten.“ Es liegt daher nahe, dass die Namen vom Astronomischen Rechen-Institut ausgewählt wurden.

## Wissenschaftliche Auswertung
Aus Ergebnissen der IRAS Minor Planet Survey (IMPS) wurden 1992 Angaben zu Durchmesser und Albedo für zahlreiche Asteroiden abgeleitet, darunter auch (380) Fiducia, für die damals Werte von 73,2 km bzw. 0,06 erhalten wurden. Eine Auswertung von Beobachtungen durch das Projekt NEOWISE im nahen Infrarot führte 2011 zu vorläufigen Werten für den Durchmesser und die Albedo im sichtbaren Bereich von 69,2 km bzw. 0,04. Nachdem die Werte nach neuen Messungen mit NEOWISE 2012 auf 72,7 km bzw. 0,04 geändert worden waren, wurden sie 2014 auf 67,5 km bzw. 0,07 korrigiert. Nach der Reaktivierung von NEOWISE im Jahr 2013 und Registrierung neuer Daten wurden die Werte 2015 mit 62,6 oder 72,6 km bzw. 0,05 oder 0,04 angegeben, diese Angaben beinhalten aber hohe Unsicherheiten. Eine Untersuchung von 2020 bestimmte aus zwei Sternbedeckungen durch (380) Fiducia einen Durchmesser von 73,0 ± 1,0 km.
Photometrische Messungen des Asteroiden fanden erstmals statt vom 8. bis 13. März 2004 am Palmer Divide Observatory in Colorado. Aus der während fünf Nächten aufgezeichneten Lichtkurve wurde eine Rotationsperiode von 13,69 h abgeleitet. Im Jahr 2015 wurden die Daten dann noch einmal zu einer Periode von 13,70 h ausgewertet.
Eine Untersuchung von 2019 berechnete aus Beobachtungsdaten der Jahre 2008 bis 2018 von verschiedenen Observatorien erstmals ein dreidimensionales Gestaltmodell des Asteroiden für zwei alternative Positionen der Rotationsachse mit prograder Rotation und einer Periode von 13,71723 h. Aus thermophysikalischen Modellen wurde ein mittlerer Durchmesser von 72+9−5 km und eine Albedo von 0,06 abgeleitet. Im Jahr 2021 wurde aus archivierten Daten und photometrischen Messungen von Gaia DR2 erneut ein dreidimensionales Gestaltmodell des Asteroiden für eine Rotationsachse mit prograder Rotation und einer Periode von 13,71725 h berechnet.
Aus terrestrischen Beobachtungsdaten vom 31. August 2015 bis 25. Februar 2016 des Astronomischen Observatoriums der Adam-Mickiewicz-Universität Posen in Polen in Verbindung mit weiteren Daten der Raumsonde Gaia aus dem Zeitraum Juli 2015 bis Februar 2016 konnte in einer Untersuchung von 2022 für (380) Fiducia eine Rotationsperiode von 13,7205 h bestimmt werden.
Aus archivierten Daten des Asteroid Terrestrial-impact Last Alert System (ATLAS) aus dem Zeitraum 2015 bis 2018 konnte in einer Untersuchung von 2022 mit der Methode der konvexen Inversion eine Rotationsperiode von 13,7171 h bestimmt werden. Im Jahr 2023 wurde aus photometrischen Messungen von Gaia DR3 erneut ein dreidimensionales Gestaltmodell des Asteroiden für zwei alternative Rotationsachsen mit prograder Rotation und einer Periode von 13,7166 h berechnet.